# Феликс Гогенлоэ-Эрингенский
Феликс Евгений Вильгельм Людвиг Альбрехт Карл Гогенлоэ-Эрингенский (нем. Felix Eugen Wilhelm Ludwig Albrecht Karl zu Hohenlohe-Oehringen; 1 марта 1818, Эринген — 8 сентября 1900, Аньер-сюр-Сен) — немецкий дворянин, вюртембергский полковник и адъютант короля Вюртемберга.

## Биография
Феликс родился 1 марта 1818 года. Он был младшим сыном принца Августа Гогенлоэ-Эрингенского (1784—1853) из 3-го князя Гогенлоэ-Эрингенского и Луизы Вюртембергской (1789—1851), дочери герцога Евгения Фридриха Вюртембергского и его жены принцессы Луизы Штольберг-Гедернской.
Принц Феликс был спонсором и почетным президентом Банка торговли и промышленности, основанного в Дармштадте в 1853 году. Он также принимал активное участие в работе Всеобщего немецкого союза защиты патриотического труда. Затем он был избран президентом данного союза. Некоторое время он владел поместьем Гизенсдорф, расположенным в современном Берлине-Лихтерфельде. В 1865 году, из-за огромных долгов, ему пришлось  которое ему пришлось выставить поместье на аукцион.
Некоторое время был адьютантом короля Вюртемберга, Вильгельма I.
Последние годы жизни он провёл во Франции, где и умер 8 сентября 1900 года.

## Брак и потомство
12 июня 1851 года принц Феликс женился на Александрине Ганау-Горжовицской (1830—1871), второй незаконнорожденной (впоследствии узаконенной) дочери курфюрста Гессена Фридриха Вильгельма I (1802—1875) и его морганатической жены Гертруды Фалькенштейн (1803—1882).В браке родилось шестеро детей:
- Ядвига Гогенлоэ-Эрингенская (6 октября 1857 — 29 января 1940), 28 мая 1879 года вышла замуж за графа Франца фон Штернау-Гогенау (1850—1922). У них родилось 3 сыновей:
  - Хуго фон Штернау-Гогенау (11 августа 1881 — 28 января 1916), женат не был. Детей не имел.
  - Франц-Мориц фон Штернау-Гогенау (3 апреля 1882 — 1 октября 1945), был дважды женат. Имел 4 детей от первого брака.
  - Вальдемар фон Штернау-Гогенау (20 июня 1886 — 28 января 1898), умер в возрасте 12 лет.
- Крафт Фридрих Гогенлоэ-Эрингенский (19 января 1861 — 11 сентября 1939), 10 октября 1885 года женился на Марии де Вассиньяк фон Имекур (1863—1924). Позже супруги развелись. Детей у них не было.
- Ольга Гогенлоэ-Эрингенская (3 апреля 1862 — 21 апреля 1935), 29 апреля 1899 года вышла замуж за Ганса, 6-го князя Гогенлоэ-Эрингенского (1858—1945). У них родилось 4 детей
  - Август, 7-й князь Гогенлоэ-Эрингенский (28 апреля 1890 — 2 августа 1962), был трижды женат. Имел 4 детей от всех браков.
  - Александрина Гогенлоэ-Эрингенская (12 мая 1891 — 15 мая 1959), замужем не была. Детей не имела.
  - Крафт Гогенлоэ-Эрингенский (16 мая 1892 — 2 сентября 1965), 31 января 1948 года женился на Нине Чищине (1898—1965). Детей у них не было.
  - Доротея Гогенлоэ-Эрингенская (16 мая 1892 — 7 декабря 1931), замужем не была. Детей не имела.
- Паула Мария Гогенлоэ-Эрингенская (4 апреля 1863 — 20 ноября 1874), умерла в возрасте 11 лет.
- Мария Луиза Августина Гогенлоэ-Эрингенская (26 января 1867 — 23 июля 1945), 8 мая 1886 года вышла замуж за Альбрехта Вальдек-Пирмонтского (1841—1897). После смерти первого супруга, вышла замуж за Георга Хоупа Джонстона (1880—1938). Свадьба состоялась 4 декабря 1913 года. Имела 4 детей от обоих браков:
  - Георг Фридрих Вальдек-Пирмонтский (15 марта 1887 — 28 марта 1888), умер в младенчестве.
  - Карл Александр Вальдек-Пирмонтский (15 сентября 1891 — 28 октября 1910), женат не был. Детей не имел.
  - Альбертина Вальдек-Пирмонтская (22 декабря 1895 — 11 июля 1897), умер в младенчестве.
  - Уильям Хоуп Джонстон (5 июля 1914 — 6 июля 1993), 27 марта 1943 года женился на Памеле Кобболд (1920—1994). У них родились 2 сына.
- Александр Гогенлоэ-Эрингенский (20 декабря 1871 — 30 января 1929), 16 июля 1895 года женился на Эльзе фон Ондарзе (1870—1960). При свадьбе он отказался от титула принца и взял титул барона фон Габельштейн. У супругов родился 1 сын:
  - Крафт Александр Гогенлоэ-Эрингенский (9 марта 1896 — 3 января 1994), был усыновлён родственником по линии отца и смог вернуть фамилию. 15 сентября 1924 года женился на баронессе Маргарите фон Ов (1905—1935). У них родилось 3 детей.